# Orlovszkiji járás
Az Orlovszkiji járás (oroszul: Орловский муниципальный район) Oroszország egyik járása a Rosztovi területen. Székhelye Orlovszkij.

## Népesség
- 1989-ben 39 386 lakosa volt.
- 2002-ben 41 768 lakosa volt.
- 2010-ben 40 894 lakosa volt, melyből 35 997 orosz, 1 106 csecsen, 532 örmény, 459 dargin, 406 ukrán, 308 avar, 208 kazah, 182 tatár, 119 fehérorosz, 73 grúz, 73 udmurt, 69 török, 67 mari, 65 cigány, 43 koreai, 40 csuvas, 36 ingus, 35 német, 31 komi, 29 kumik, 27 kalmük, 26 azeri stb.